# 近衛步兵第6聯隊
近衛步兵第6聯隊（日語：、近衛步兵第六聯隊）為大日本帝國陸軍步兵聯隊之一。

## 沿革
- 1943年（昭和18年）

6月1日 - 編成。
9月7日 - 拝受軍旗 。
- 1945年（昭和20年）

8月14日 - 大宫御所當值警備。
8月15日 - 終戰。
8月25日 - 宮城内奉燒軍旗。

## 歷任聯隊長
| 任 | 姓名   | 在任期間    | 備考 |
| -- | ------ | ----------- | ---- |
| 末 | 西勝男 | 1943.6.10 - |      |

## 關聯項目
- 大日本帝國陸軍聯隊列表
- 村上兵衛（日语：村上兵衛）() - 從1944年7月至1945年7月執行近衛歩兵第6連隊旗手職務。
- 大宫御所
- 陸軍預科士官學校（日语：陸軍予科士官学校）()
- 廣島陸軍幼年學校（日语：広島陸軍幼年学校）()